# A History of Nothing
A History of Nothing ist ein Jazzalbum von Rodrigo Amado, Joe McPhee, Kent Kessler und Chris Corsano. Die am 5. März 2017 in den Namouche Studios, Lissabon, entstandenen Aufnahmen erschienen am 1. Juni 2018 auf Trost Records.

## Hintergrund
Eine der zentral Bands in der mittleren Schaffensphase Amados – möglicherweise diejenige, die am meisten zu seinem großen internationalen Durchbruch beitrug – war das This Is Our Language Quartet mit dem Holzbläser Joe McPhee, Kent Kessler am Bass und Chris Corsano am Schlagzeug.
Amados Konzept dieser Kombination verkörpere in gewisser Weise beinahe eine Synthese seiner gesamten Klangwelt, notierte João Esteves da Silva. McPhee würde sowohl über eine tiefe Verbindung zu seinen Wurzeln verfügen, insbesondere den Blues, als auch eine radikal experimentelle Neigung, die zwischen gefühlvollen Linien und abstrakten, klanggetriebenen Äußerungen wechsele; Kessler festige den ersteren Aspekt, Corsano befeuere den letzteren. Die Ergebnisse reichten von kürzeren, fokussierteren, spontan komponierten Stücken bis hin zu längeren, feurigeren Höhenflügen, die zugleich alt und neu klingen würden. Ihr Debütalbum „This Is Our Language“ sei eher traditionell ausgerichtet; es erschien 2015 und erntete zahlreiche positive Resonanz bei der Kritik.

## Titelliste
- Rodrigo Amado, Joe McPhee, Kent Kessler & Chris Corsano: A History of Nothing (Trost Records TR170)[2]

1. Legacies 6:21
2. A History of Nothing 11:17
3. Theory of Mind II (For Joe) 12:15
4. Wild Flowers 10:04
5. The Hidden Desert 11:25

## Rezeption

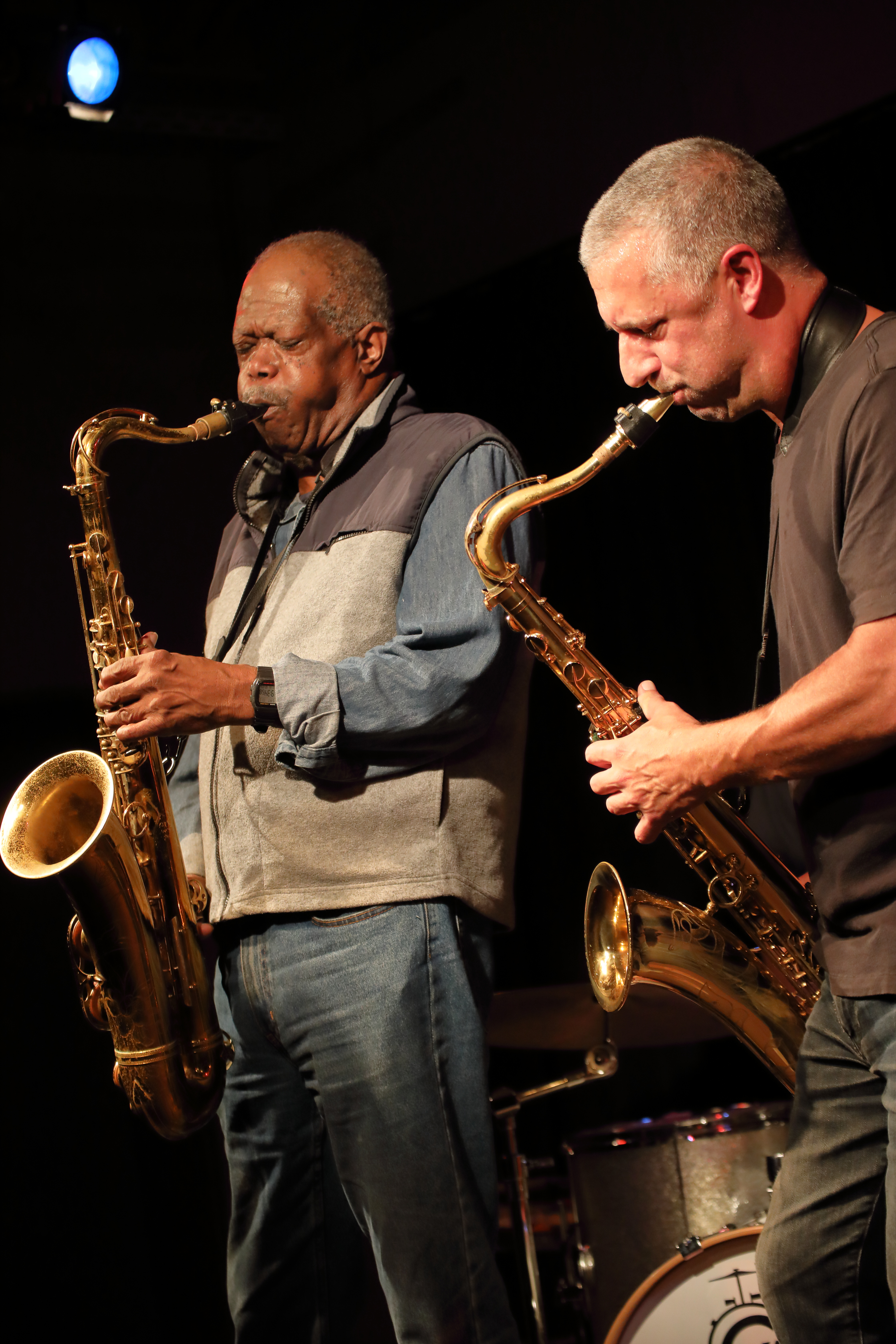
Rodrigo Amado und Joe McPhee 2019 mit dem This Is Our Language 4TET im Club W71, Weikersheim

Müsste er sich für eins der beiden Alben des Quartetts entscheiden, würde er sich das zweite Album „A History of Nothing“ wählen, das sich durch seine einzigartige Struktur auszeichnet: drei ausgedehnte, kompromisslose Mittelstücke, eingerahmt von zwei außergewöhnlich zurückhaltenden und eindringlichen Stücken, meinte João Esteves da Silva (Daily Bandcamp). Das eröffnende „Legacies“ würde zu den überzeugendsten spontanen Kompositionen in Amados Diskografie gehören und den Geist vergangener Meister heraufbeschwören: Man höre deutlich etwas von Ornette Colemans Quartett in seiner weitläufigsten und lyrischsten Form, ergänzt durch eine moderne klangliche Raffinesse. Das abschließende Stück, treffend „The Hidden Desert“ betitelt, beginne mit einer explorativen Atmosphäre – die durch reinen Klang irgendwie an Kakteen, Sand oder Wind erinnert –, die sich dann langsam in eine wunderschöne Ballade verwandelt. Dies sei ein weiteres Meisterwerk Rodrigo Amados.
In A History of Nothing würde der portugiesische Saxophonist Rodrigo Amado auf fünf spontanen Exkursionen eine atemberaubende Lektion in Sachen Gruppenaustausch und wechselnder Dynamik geben, lobte John Sharpe in All About Jazz. Während sich beim letzten Album Joe McPhee auf die Trompete konzentriert habe, widme er hier sich mehr dem Sopransaxophon, das einen angenehmen Kontrast zu Amados rauem Tenor bilde. Dieser Kontrast werde im hin- und hergehenden Saxophonspiel des Titelstücks deutlich, wo nach dem anfänglichen Schnalzen und Quaken der Rhythmus wie in einem Staffellauf wirke. Die gelungene Session würde mit „The Hidden Desert“ enden, dessen Klangspektrum von perkussivem Tapping bis zu dröhnendem Ambient reiche, bevor McPhees improvisierte Melodie eine Passage mit weitläufigem Zusammenspiel und einem hauchigen Finale einleite. Gemeinsam hätten die vier Musiker einen Free-Jazz-Klassiker geschaffen.